# Districte de Saint-Brieuc

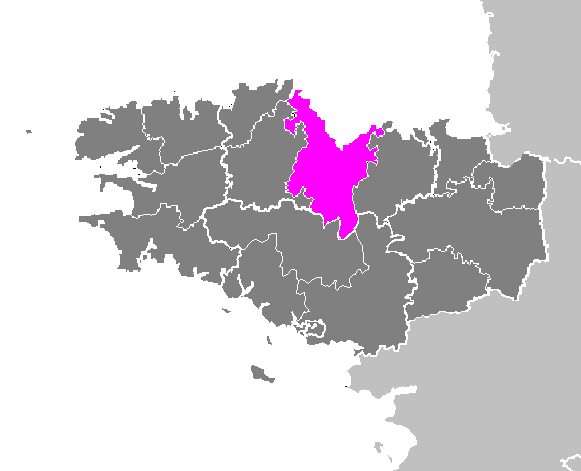
Localització del Districte de Saint-Brieuc

El districte de Saint-Brieuc és un dels quatre districtes amb què es divideix el departament francès de les Costes del Nord, a la regió de Bretanya. Té 21 cantons i 122 municipis. El cap del districte és la prefectura de Saint-Brieuc.

## Cantons
cantó de Châtelaudren - cantó de la Chèze - cantó de Corlay - cantó d'Étables-sur-Mer - cantó de Lamballe - cantó de Langueux - cantó de Lanvollon - cantó de Loudéac - cantó de Moncontour (Côtes-d'Armor) - cantó de Paimpol - cantó de Pléneuf-Val-André - cantó de Plérin - cantó de Plœuc-sur-Lié - cantó de Ploufragan - cantó de Plouguenast - cantó de Plouha - cantó de Quintin - cantó de Saint-Brieuc-Nord - cantó de Saint-Brieuc-Ouest - cantó de Saint-Brieuc-Sud - cantó d'Uzel